# 펠리페 미냠브레스
펠리페 미냠브레스 페르난데스(스페인어: Felipe Miñambres Fernández)는 은퇴한 스페인의 축구 선수이다. 포지션은 공격형 미드필더였다.
그는 스포르팅 히혼의 유소년 팀에서 축구를 시작했다. 1987년 성인팀으로 올라왔고, 1989년까지 팀에서 뛰었다. 1989년 CD 테네리페로 이적했고, 주전으로서 활약했다. UEFA 컵에서 활약하기도 한 그는, 1999년 은퇴했다.
1999년 CD 테네리페의 감독이 되었고, 이후 작은 클럽들을 감독했다. 2007년 라요 바예카노의 회장이 되었다.
그는 스페인 축구 국가대표팀의 일원으로서 활약하기도 했는데, 6경기에 출전해 2골을 넣었다.